# Rock Island Arsenal
Rock Island Arsenal es un lugar designado por el censo ubicado en el condado de Rock Island en el estado estadounidense de Illinois. En el Censo de 2010 tenía una población de 149 habitantes y una densidad poblacional de 22,42 personas por km².

## Geografía
Rock Island Arsenal se encuentra ubicado en las coordenadas 41°31′1″N 90°32′23″O / 41.51694, -90.53972. Según la Oficina del Censo de los Estados Unidos, Rock Island Arsenal tiene una superficie total de 6,65 km², de la cual 4,22 km² corresponden a tierra firme y (36,55 %) 2,43 km² es agua.

## Demografía
Según el censo de 2010, había 149 personas residiendo en Rock Island Arsenal. La densidad de población era de 22,42 hab./km². De los 149 habitantes, Rock Island Arsenal estaba compuesto por el 61,74 % blancos, el 28,86 % eran afroamericanos, el 1,34 % eran amerindios, el 0 % eran asiáticos, el 0 % eran isleños del Pacífico, el 4,03 % eran de otras razas y el 4,03 % pertenecían a dos o más razas. Del total de la población el 15.44 % eran hispanos o latinos de cualquier raza.